# Sân bay Uşak
Sân bay Uşak (pronounced Ushak Airport), hoặc Usak Airport, (IATA: USQ, ICAO: LTBO) là sân bay chính của thành phố Uşak ở vùng Aegean của Thổ Nhĩ Kỳ. Sân bay này có một đường băng dài 2560 m bề mặt nhựa đường.

## Các hãng hàng không và các tuyến điểm
Hiện có các hãng hàng không sau đang hoạt động tại sân bay Uşak:
- Atlasjet (Istanbul-Atatürk)